# آبسالیاموو (شهرستان بلوکاتایسکی، باشقیرستان)
آبسالیاموو (به لاتین: Absalyamovo) یک منطقهٔ مسکونی در روسیه است که در باشقیرستان واقع شده‌است.